# Eupithecia leucospila
Eupithecia leucospila là một loài bướm đêm trong họ Geometridae.